# Johann Bernhard Anderson
Johann Bernhard Anderson (* 1778 in Memel in Preußen; † unbekannt) war ein preußischer Beamter.

## Leben

### Familie
Johann Bernhard Anderson war der Sohn des Justizrats Johann Wilhelm Anderson (* 16. Januar 1753 in Pelleningken im Kreis Insterburg; † 1803) und dessen Ehefrau Dorothea Charlotte Meyer (* 1760; † 1839); er hatte noch fünf Geschwister.

### Werdegang
Johann Bernhard Anderson besuchte bis zu seinem 18. Lebensjahr das Kneiphöfische Gymnasium in Königsberg. Er immatrikulierte sich am 17. September 1795 zu einem dreijährigen Studium der Rechts- und Kameralwissenschaften an der Königlichen Albertus-Universität zu Königsberg in Preußen und verschaffte sich im Anschluss praktische ökonomische Kenntnisse auf dem Amt Schacken.
Auf Wunsch seines Vaters wurde er, nach der ersten Prüfung am 15. Mai 1798, Auskultator bei der Regierung Königsberg und war dort bis 1800 tätig; darauf wurde er Auditeur und Regimentsquartiermeister im Füsilier-Bataillon von Wakenitz in Bialystock. 
Am 19. September 1802 erhielt er die Erlaubnis bei der Kriegs- und Domänenkammer in Bialystock mitzuarbeiten. Im Sommer 1804 bat er um die Zulassung zum Rigorosum, bestand die mündliche Prüfung am 1. Dezember 1804 erfolgreich und wies damit seine Eignung zum Ratsamt nach. Nachdem er sein Examen am 5. März 1805 erhalten hatte, wurde er Kammerassessor in Bialystock.
Seit dem 14. April 1806 war er Kriegs- und Domänenrat in Königsberg und folgte damit Carl Wilhelm Niederstetter (1756–1838), der zum Direktor befördert worden war.